# 756 v.Chr.
Het jaar 756 v.Chr. is een jaartal volgens de christelijke jaartelling.

## Gebeurtenissen

### Klein-Azië
- Griekse kolonisten uit Milete stichten de steden Cyzicus in Mysië en Trabzon (Trapezous).

### Assyrië
- Koning Assur-dan III verliest het oppergezag over het Assyrische Rijk.